# Луций Куспий Руфин
Луций Куспий Руфин (лат. Lucius Cuspius Rufinus) — римский государственный деятель конца II века.

## Биография
Руфин происходил из лидийского города Пергам. Его дедом, предположительно, был консул 142 года Луций Куспий Пактумей Руфин. О карьере Руфина известно только лишь то, что в 197 году он занимал должность ординарного консула вместе с Титом Секстием Магием Латераном. Кроме того, Луций был жрецом Зевса Олимпийского. Больше о нём нет никаких сведений.